# بحرالسرار
بحرالسراربحر الاسرار) بخشی از مثنوی …(
اطلاعات مجموعه:
در صفحات:۱۰۸۱تا۱۰۹۵
کد دستیابی کتاب:۳۳۲۳ - مجموعه
تاریخ کتابت:۱۲۹۷
شماره پیشین:شماره ثبت - ق - ۷۸۳۷۶
همه اطلاعات:مجموعه
] ۳۳۲۳ - مجموعه [
دفتریست بخط نسخ مورخ ۱۲۹۷ در حواشی بعضی صفحات نقائص متن جبران
گردیده . بین هر رساله چند برگ کاغذ سفید . درپشت صفحات قبل ازآغاز دفتر فهرست
رسالات را نوشته‌اند و در پشت برگ نخست نوشته ایست از حسن بن الحسین ال طهرانی درباره
عاریت گرفتن کتاب مورد گفتگو از میرزا محمد باقر. در رساله شماره آخر اصلاحات بقلم
دیگر و بجوهر آبی با نشان توحیدی است دیده می‌شود .
قطع : ۵/۱۷ × ۳۲ . جلد تیماج نارنجی دور منگنه . صفحات ۳۳۸ . سطور :
۲۱ - ۲۰ . کاغذ : فرنگی مارک دار سفید وکرمی رنگ شماره ثبت - ق - ۷۸۳۷۶ .
تمام مجلدات این مجموعه
مآخذ کتاب: کتابخانه و مرکز اسناد  مجلس شورای اسلامی - جلد ۱۰_۳
در صفحات:۱۰۸۷تا۱۰۸۹
ردیف کتاب :۱۰
کد دستیابی کتاب:ص ۳۱۴ - ص ۲۲۸ دفتر
نام کتابخانه: کتابخانه مجلس شورای  اسلامی )شماره یک(شهر:تهران
مؤلف:مظفرعلی شاه - میرزا محمدتقی بن محمد کاظم کرمانی )م - ۱۲۱۵(
بخش‌بندی:در نسخه حاضر بخشی از تفسیر فاتحه است )ودر وسط
چند صفحه سفید دارد(
منابع دیگر:رجوع به ذریعه ۹ : ۱۰۶۱ و ۳ : . وفهرست مجلس ۳ : ۶۳۹
همه اطلاعات:۱۰- بحر الاسرار )بخشی از مثنوی ...( )ص ۳۱۴ - ص ۲۲۸ دفتر(
از مظفرعلی شاه - میرزا محمدتقی بن محمد کاظم کرمانی )م - ۱۲۱۵(
مثنوی بحرالاسرار بیش از ۵۰۰۰ )پنجهزار( بیت است در تفسیر سوره
فاتحه، ناس وحدیث کمیل . در نسخه حاضر بخشی از تفسیر فاتحه است )ودر وسط
چند صفحه سفید دارد( .
رجوع به ذریعه ۹ : ۱۰۶۱ و ۳ : . وفهرست مجلس ۳ : ۶۳۹
آغاز : بسمله ،
باء بسم الله الرحمن الرحیم هست مفتاح در گنج حکیم
گنج حکمت آن کتاب رحمتست بسمله چون باب گنج حکمت است.
گنج حکمت شهر علم مصطفی بسمله رمز علی مرتضی
انجام : بخش اول )پیش از صفحات سفید( :
زانکه عالی در علوستش دنو زانکه دانی در دنوستش علو
زانکه باطن در بطونستش ظهور زانکه ظاهر در ظهورستش ستور
اول اندر اولیت لاحق است آخر اندر آخریت سابق است.
آغاز : بخش دوم )پس از صفحات سفید( :
اوست میکائیل ارزاق حضور اوست عزرائیل نفس پر شرور
چون فراغت یافت کلک از بسمله خواست دل تانگسلد این سلسله
عزم تفصیل از پی اجمال کرد فاتحه با بسمله ایصال کرد
فاتحه گنج است و باش بسمله این چه اجمال است و آن چون تفصله
انجام :
هم چنین من حیث الاسما والصفات هست قربی ذات را با ممکنات
فهو عال عنک فی عین الدنو وهو دان منک فی عین العلو